# Palazzo Pastore (Alcamo)
Il Palazzo Pastore è un edificio civile che si trova ad Alcamo, nella provincia di Trapani.

## Descrizione
È uno dei palazzi più noti e raffinati esistenti ad Alcamo; di stile neoclassico, venne edificato alla fine del XVIII secolo dal barone Nicolò Pastore, primo barone di Rincione e padre del più noto Felice Pastore, politico e benefattore.
Numerosi nobili e principi sono stati ospitati in questa splendida dimora nel corso del tempo.
Nel palazzo ci sono due piani e tre cortili interni, uno dei quali molto grande; il prospetto presenta nella sua struttura delle parti simili a quelli della Chiesa madre e di altri palazzi d Alcamo. L'entrata che porta alle due scale è imponente: sul lato settentrionale ci sono 8 colonne di marmo rosso e un tetto a vele, con 4 archi a tutto sesto che conducono alle due scale e alla corte principale.
Sulla parete nord della scala è presente una lapide che ricorda il soggiorno di Sua Maestà Ferdinando III di Borbone nel 1799.
Esiste una seconda entrata dalla via Cernaia, con due stanze utilizzate come portineria e una scala che porta al primo piano, dove ci sono 12 camere e altri accessori, che un tempo erano gli alloggi della servitù.